# جینست
جینست (به لاتین: Jinst) یک منطقهٔ مسکونی در مغولستان است که در استان بایان‌خونگور واقع شده‌است. جینست ۲٬۰۲۳ نفر جمعیت دارد.